# Casa Concepció Vergés
La Casa Concepció Vergés és un edifici d'habitatge eclèctic de Vic (Osona) inclosa a l'Inventari del Patrimoni Arquitectònic de Catalunya.

## Descripció
Edifici civil. Casa amb parets de càrrega que consta de planta baixa i quatre pisos, coberta amb teula aràbiga a dues vessants. A la planta hi ha quatre obertures, tres al carrer de Manlleu (el del mig de dimensions més petites) i un al xamfrà amb el carrer Pla de Balenyà, tot recobert amb lloses de pedra formant uns rectangles amb els angles refundits, les obertures dels pisos segueixen una tradició segons l'alçada obrint-hi balcons amb baranes de fosa i tribunes am xamfrà. Al quart pis s'hi obren badius d'arc de mig punt sobre impostes i amb petits ampits. Les llosanes dels balcons també són de pedra. El portal duu la data:1897.
El ràfec vola força i és empostissat. L'estat de conservació és bo, ha estat restaurat.

## Història
Edifici construït al segle xix que provenia de dues cases del carrer Manlleu, més tard s'hi va afegir una planta unint l'edifici amb un del Pla de Balenyà que correspon a la zona aixamfranada.
Situat a l'antic camí itinerant que comunicava la ciutat amb el sector nord i que va començar a créixer al segle xii, al segle xiii començà a créixer el raval, al segle xiv es començà a construir un convent de les Clarisses entre aquest carrer i el de Sta. Joaquima, al segle xvi es construí Sta. Clara la Nova i al S.XVII s'hi instal·laren els Carmelites (actual St. Miquel). A partir d'aquests segle comencen a construir-se els eixamples de la ciutat, es refà el barri de Sta. Eulàlia i al segle xiv es construeix l'horta d'en Xandri fins al C. de Gurb.